# Bernardo Ibáñez Águila
Bernardo Ibáñez Águila (Antuco, 12 de julio de 1902-Santiago, 19 de agosto de 1983) fue un profesor normalista, sindicalista y diputado chileno.

## Primeros años de vida
Fue hijo de Lisandro Ibáñez y de Domitila Águila. Estudió en la Escuela Primaria de Antuco y en la Escuela Normal de Profesores de Victoria.

### Matrimonios e hijos
Se casó el 15 de noviembre de 1925, con Celsa Wilk Mardones; y en segundo matrimonio, en Santiago, el 27 de diciembre de 1957, con Lucila Delgado Castillo; tuvieron tres hijos.

## Vida pública
Se desempeñó como profesor y además, fue funcionario de la Organización Internacional del Trabajo, OIT. Dirigente gremial de los profesores, afiliado a la Asociación General de Profesores (AGP), y Secretario General de ella. Posteriormente encabeza un grupo de profesores que se separan de la AGP para crear la Asociación de Maestros, de la cual también fue su Secretario General. Finalmente participa en la creación de la Unión de Profesores de Chile en 1935.
Representante de los profesores normalistas en la Confederación de Trabajadores de Chile (CTCH). Electo Secretario General de la CTCH en su I Congreso Nacional de 1939. Encabezó la facción socialista de la CTCH 1946-1953, al dividirse esta central sindical. Posteriormente al crearse la Central Única de Trabajadores (CUT), a la cual concurren las dos facciones de la CTCH, decide no participar en ella. Sigue participando en el movimiento sindical pero desde fuera de la CUT y criticándola.
Mantuvo lazos internacionales con la Confederación Interamericana de Trabajadores (CIT) de la cual sería su primer presidente en 1948 y estaría afiliado a la Organización Regional Interamericana de Trabajadores (ORIT) al fundarse esta en 1951. 
Fue militante del Partido Socialista de Chile (PS). Perteneció a la corriente anticomunista del PS que se conformó en 1944, y apoyó al Presidente Gabriel González Videla. Secretario General del PS entre 1944-1946.
Electo diputado por 6ª Agrupación Departamental (Valparaíso y Quillota) para el periodo 1941-1945. Candidato presidencial del PS para la elección de 1946, obteniendo 12.114 votos (2,53%).

## Historia electoral

### Elección presidencial de 1946
- Elección presidencial de 1946, para la Presidencia de la República

| Candidato               | Pacto               | Partido             | Votos   | %     | Resultado  |
| ----------------------- | ------------------- | ------------------- | ------- | ----- | ---------- |
| Gabriel González Videla | Alianza Democrática | Partido Radical     | 192 207 | 40,22 | Presidente |
| Eduardo Cruz-Coke       |                     | Partido Conservador | 142 441 | 29,81 |            |
| Fernando Alessandri     |                     | Partido Liberal     | 131 023 | 27,42 |            |
| Bernardo Ibáñez Águila  |                     | Partido Socialista  | 12 114  | 2,53  |            |